# Antônio Gondim

Antônio Gondim de Lima (Fortaleza, 18 de fevereiro de 1924 – Fortaleza, 17 de novembro de 1982) foi maestro, compositor e arranjador, professor e poeta brasileiro, dedicando sua vida à música e ao ensino artístico.

## Biografia
Antônio Gondim nasceu em Fortaleza, Ceará, filho de José Leocádio de Lima e Ana Gondim de Lima. Desde a infância, demonstrou interesse pela música, tendo sido solista da "Schola Cantorum", no Seminário Seráfico dos Frades Capuchinhos, em Messejana. Embora tenha se licenciado em Letras Neolatinas pela Faculdade de Filosofia de Fortaleza e cursado Contabilidade na Escola Técnica Carlos de Carvalho, foi na música que concentrou seus estudos e carreira por mais de uma década.
Ao longo de sua vida, Antônio Gondim formou um acervo notável de Música de Câmara, com peças datadas a partir de 1700. Filiado à União Cearense de Compositores e à União Brasileira de Compositores, ele foi presidente da Academia de Música Alberto Nepomuceno, que fundou pouco antes de sua morte. Em reconhecimento à sua contribuição, recebeu a Comenda Carlos Gomes, concedida pela Sociedade Brasileira de Arte, Cultura e Ensaio, em Campinas-SP.

## Produção Artística
Antônio Gondim deixou um vasto legado musical. Entre suas obras mais conhecidas estão o orfeão "Eunice Weaver" (Maranguape, CE), o Hino da Normalista Cearense, Hino de Fortaleza, Hino de Juazeiro do Norte, Hino do Professor
, e as músicas "Nas Palmas das Carnaúbas" e "Iparana", que foi tema do filme internacional "Tumulto de Paixões" (1955). Sua produção incluiu ainda a marcha "Passa um Baião".
Além de suas composições, Gondim foi um grande incentivador da formação coral no Ceará. Criou diversos corais, incluindo o “Elvira Pinho”, do Instituto de Educação do Ceará, e coordenou os "Encontros de Corais de Fortaleza". Ele também regeu o Coral do SESC e foi membro da Academia Cearense de Música Alberto Nepomuceno.
No campo literário, publicou contos e poemas em jornais locais e dedicou uma crônica ao seu falecido pai. Até o momento de sua morte, compilava dados para seu livro “Panorama da Música Cearense”.

## Homenagens e Legado
Antônio Gondim faleceu em 17 de novembro de 1982, vítima de um distúrbio gástrico. Seu corpo foi velado no Instituto de Educação do Ceará, onde ele era professor de Educação Artística. A missa de corpo presente, realizada na manhã seguinte, foi celebrada pelos padres Joatan Carvalho e Gerardo Aguiar. Durante a cerimônia, o professor Vilco Gondim falou em nome da escola, enquanto corais do Estado, da Escola Técnica Federal e do Madrigal de Fortaleza, além de seus alunos, entoaram peças como o "Salmo 122 – Confiança em Deus" e o Hino de Fortaleza, de autoria de Gondim. A Banda da Polícia Militar, sob regência do maestro  Manoel Ferreira, prestou-lhe uma homenagem tocando a marcha fúnebre e "Nas Palmas da Carnaúba".
O cortejo fúnebre seguiu para o Cemitério São João Batista, onde Antônio Gondim foi sepultado. Em reconhecimento à sua contribuição à música e à cultura, diversas homenagens foram feitas. A professora Dalva Stela Nogueira Freire, regente do Coral do Estado, lamentou sua perda, destacando seu dinamismo e idealismo. Gilberto Oliveira, presidente do Conselho Regional da Ordem dos Músicos do Brasil, afirmou que o Ceará perdeu um grande idealizador.
Como parte de seu legado, a Escola no Acaracuzinho, em Maracanaú, e uma praça no Bairro de Fátima, em Fortaleza, foram nomeadas em sua homenagem. Além disso, o Centro de Estudos Professor Antônio Gondim, dedicado ao ensino de artes, preserva seu acervo e seu trabalho na capital cearense.